# آلما (واشینگتن)
الما (به انگلیسی: Elma) شهری در شهرستان گریز هاربر ایالت واشنگتن است که در سرشماری سال ۲۰۱۰ میلادی، ۳۱۰۷ نفر جمعیت داشته‌است.